# Jørgen Christensen-Dalsgaard

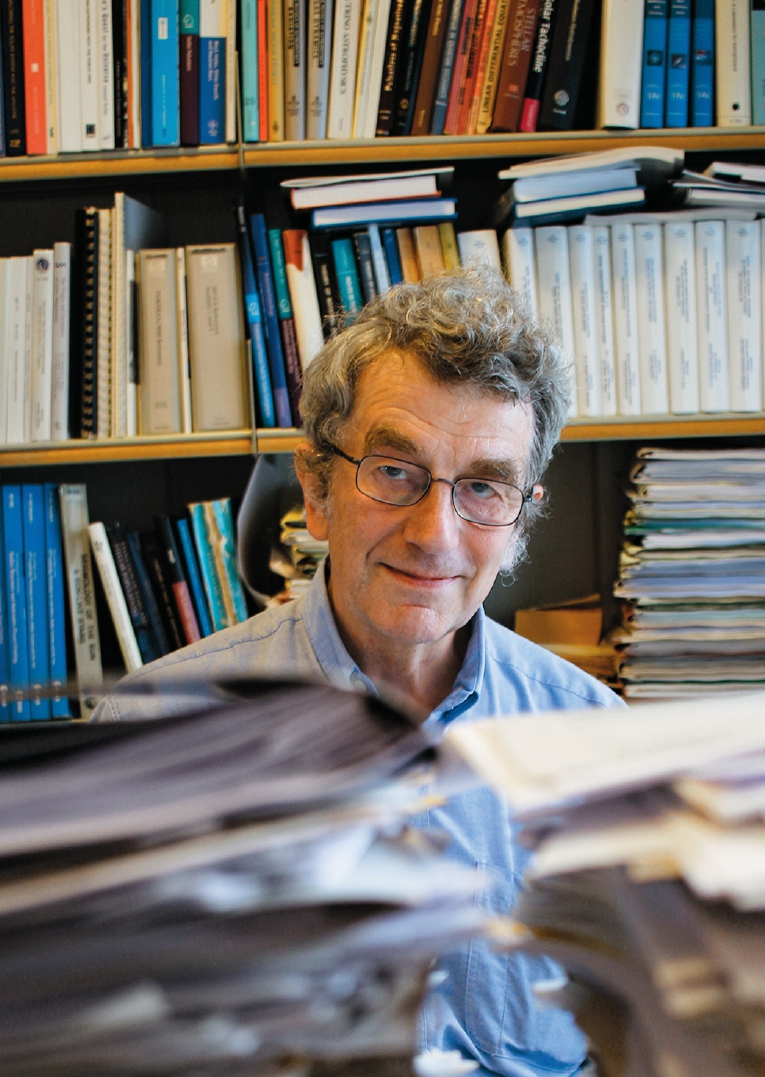
Jørgen Christensen-Dalsgaard in seinem Büro, charakteristisch von Büchern, Notizen und Computerausdrucken umgeben. Photo: Rasmus Rørbæk, Aarhus Universitet.

Jørgen Christensen-Dalsgaard (* 6. Oktober 1950) ist ein dänischer Astrophysiker, der sich mit Asteroseismologie und Helioseismologie befasst. Er gilt auf diesem Gebiet als Pionier. Er ist Professor an der Universität Aarhus.
Christensen-Dalsgaard wurde 1978 bei Douglas Gough an der Universität Cambridge promoviert. 1984 wurde er Lektor, dann Forschungsprofessor und 2001 Professor in Aarhus.
Er ist an der Kepler-Mission beteiligt. Er ist Mitglied der Königlich Dänischen Akademie der Wissenschaften und seit 2021 der National Academy of Sciences. 2022 wurde er mit dem Kavli-Preis in Astrophysik ausgezeichnet und 2024 mit dem Crafoord-Preis in Astronomie.

## Schriften
- mit Conny Aerts, D.W. Kurtz: Asteroseismology, Springer 2010
- mit S. Frandsen: Stellar 5 min oscillations, Solar Physics, Band 82, 1983, S. 469–486
- mit anderen: The current state of solar modeling, Science, Band 272, 1996, S. 1286–1292 (Sonnenmodell S)
- mit John N. Bahcall, M. H. Pinsonneault, S. Basu: Are Standard Solar Models Reliable ?, Physical Review Letters, Band 78, 1997, S. 171–174.
- mit M. J. Thompson, M. S. Miesch, J. Toomre: The Internal Rotation of the Sun,  Annual Review of Astronomy & Astrophysics, Band  41, 2003, S. 599–643
- Helioseismology, Reviews of Modern Physics, Band 74, 2003, S. 1073–1129, Arxiv